# Informação pessoalmente identificável

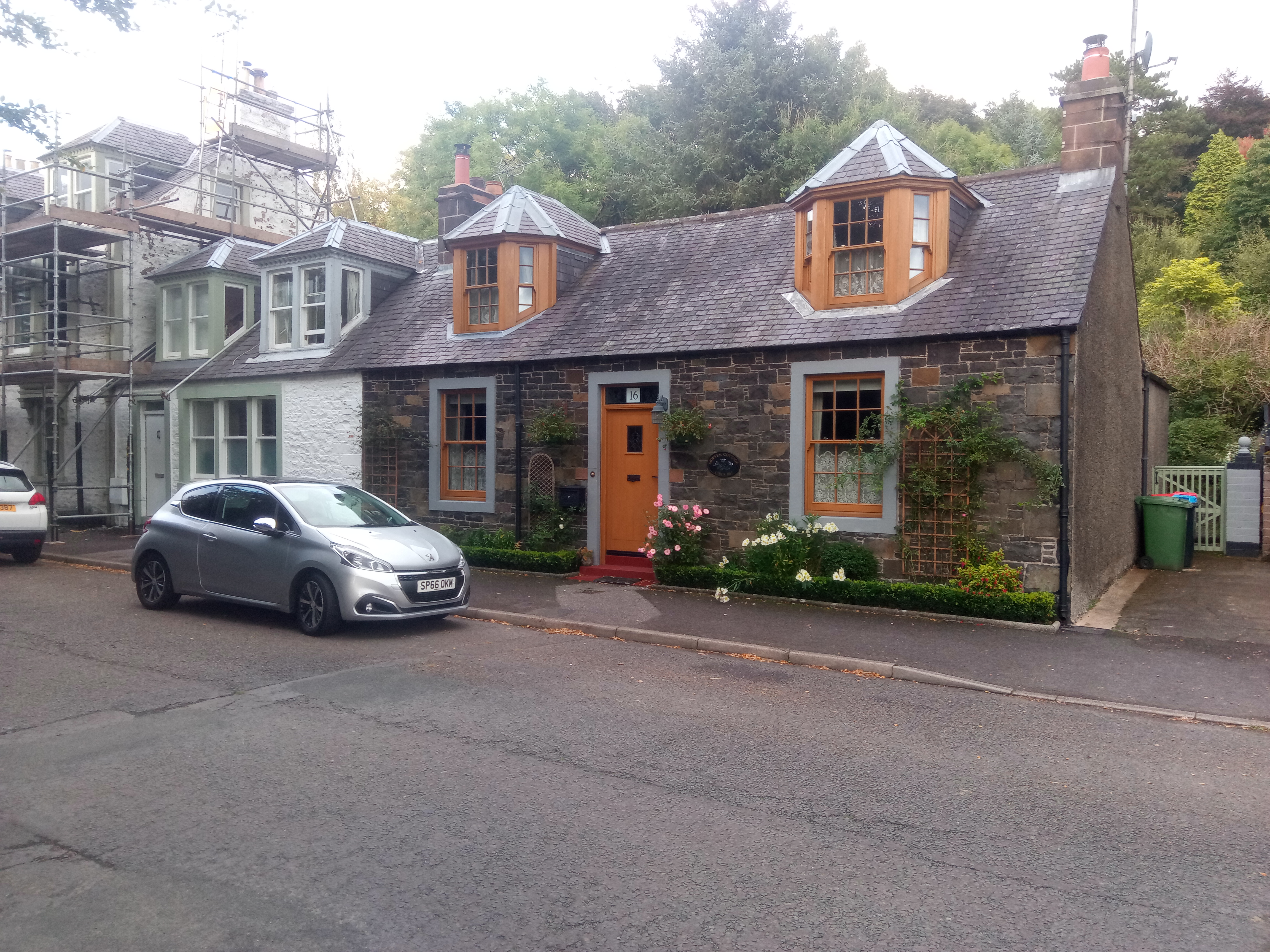
16 Beechgrove, Moffat (casa de campo em Moffat, Dumfries e Galloway, Escócia, Reino Unido)

Informações de identificação pessoal (Personally Identifiable Information – PII, em inglês), termo usado em segurança da informação, referem-se a informações que podem ser usadas para identificar, contactar ou localizar uma única pessoa. Também podem ser usadas com outras fontes para identificar um único indivíduo.
A abreviação em inglês PII é amplamente aceita, mas a frase que abrevia tem quatro variantes comuns com base em pessoal, pessoalmente, identificáveis e de identificação. Nem todas são equivalentes, e para os efeitos legais, entende eficazes variam de acordo com a competência ea finalidade para a qual o termo está sendo usado.
Embora o conceito de PII ser antigo, tornou-se muito mais importante quando a tecnologia da informação e a Internet tornaram mais fácil para coletar informações pessoalmente identificáveis, levando a um mercado lucrativo para a coleta e revenda destas informações.
Informações pessoalmente identificáveis (PII) também podem ser exploradas por criminosos para perseguir ou roubar a identidade de uma pessoa, ou a planejar o assassinato de uma pessoa ou roubo, entre outros crimes. Como resposta a estas ameaças, muitas políticas de privacidade de sites na Internet abordam especificamente a coleta de PII, e os legisladores em diversos países aprovaram uma série de leis destinadas a limitar a distribuição e acessibilidade da PII.

## Exemplos
Os tipos de informações a seguir são usadas frequentemente para distinguir a identidade de um indivíduo, e são, então, claramente informações pessoalmente identificáveis (PII) por definição:
- Nome completo (se não for comum)
- Número da Cédula de identidade
- Número do Cadastro de Pessoas Físicas
- Número do Título eleitoral
- Endereço IP (em alguns casos)
- Número de Placa de identificação de veículos
- Número da Carteira Nacional de Habilitação
- Rosto, Impressões digitais, ou manuscritos
- Número do Cartão de crédito
- Data de Nascimento
- Local de Nascimento
- Informações Genéticas